# پری‌شاهرخ بال‌نواری
پری‌شاهرخ بال‌نواری (نام علمی: Icterus maculialatus) نام یک گونه از سرده پری‌شاهرخ بر جدید است.